# Jozef Trubíni
Jozef Trubíni (Verebély, 1945. május 11. –) szlovák író, tanár, helytörténész, karikaturista.

## Élete
A verebélyi 11 éves középiskolán, majd 1964-1968 között a nyitrai Pedagógiai Karon végzett matematika-művészeti nevelés szakon. 1980-tól pedagógiai doktor. Vajkmártonfalván, Taszármalonyán és Verebélyen tanított. Alapiskolai igazgató volt Verebélyen és Aranyosmaróton.
Többek között a Zsitva mente helytörténetével, mondavilágával, malmaival és a helyi zsidóság sorsával foglalkozik. Könyveit saját maga illusztrálja, a kiadásba pedig bevonta fiát is.

## Elismerései
- 1995 Verebély város díja
- 2001 Verebély város elismerése
- 2013 „Kehila – Haver“ (Komárom)
- 2015 Verebély város díja

## Művei
- 1993 Vráble – kultúrne a historické pamiatky. Vráble
- 1993 Lúčnica nad Žitavou. Lúčnica nad Žitavou (tsz.)
- 1994 Vráble. Vráble
- 1998 Požitavské povesti. Martin (tsz. J. Melicher)
- 2001 Vráble na prelome tisícročí. Bratislava (tsz. M. Marko)
- 2004 Osudy vrábeľských židov (tsz. Ľ. Trubíni)
- 2005 Nová Ves nad Žitavou. Nová Ves nad Žitavou (tsz. Ľ. Trubíni)
- 2007 Matej Buček – farár vo Vrábľoch (tsz. Ľ. Trubíni)
- 2011 Nárečový slovník stredného Požitavia. Vráble
- 2011 Vráble na starých pohľadniciach (tsz. J. Dukes)
- 2011 História pošty vo Vrábľoch. Vráble (tsz. D. Pavelka)
- 2016 Vráble príspevky k histórii mesta. Vráble (tsz.)
- 2016 Žitava. Dolný Ohaj (tsz. M. Polák)
- 2016 História požitavských mlynov. Vráble
- 2018 Veľké Chyndice. Veľké Chyndice

Publikált internetes portálokon és a helyi sajtóban is.